# (144897) 2004 UX10
2004 يو أكس 10 (ويعرف أيضًا باسم (144897) 2004 يو أكس 10 وفق تسمية الكوكب الصغير) (بالإنجليزية: 2004 UX10)‏ هو كويكب ضمن حزام الكويكبات؛ وترتيبه 144897 من حيث الاكتشاف.
اكتُشف هذا الجُرم الفلكي بواسطة آدم بلوك ‏ في 20 أكتوبر 2004.

## وصلات خارجية
- (144897) 2004 UX10 في قاعدة بيانات مختبر الدفع النفاث لأجرام النظام الشمسي الصغيرة

- الاكتشاف · مخطط المدار ·  العناصر المدارية · المعلمات المادية

- (144897) 2004 UX10 على موقع ويكي سكاي: DSS2, SDSS, GALEX, IRAS, Hydrogen α, X-Ray, Astrophoto, Sky Map, Articles and images